# 老石坎水库
老石坎水库位于中国浙江省安吉县孝丰镇老石坎村。
“老石坎水库水利风景区”由水利部授牌为国家水利风景区。